# Kovelahti (vik)
Kovelahti är en långsmal vik vik i den nordvästra delen av sjön Kyrösjärvi i Ikalis i Birkaland. Viken är cirka 11 kilometer lång och 700 meter bred. Längst inne i viken finns byn Kovelahti.